# 萨尔瓦多 (葡萄牙堂区)
萨尔瓦多 (葡萄牙堂区)是葡萄牙贝雅区的一个堂区。总面积6.14平方公里，总人口5774人，人口密度640.7人/平方公里。